# Luís da Câmara Cascudo

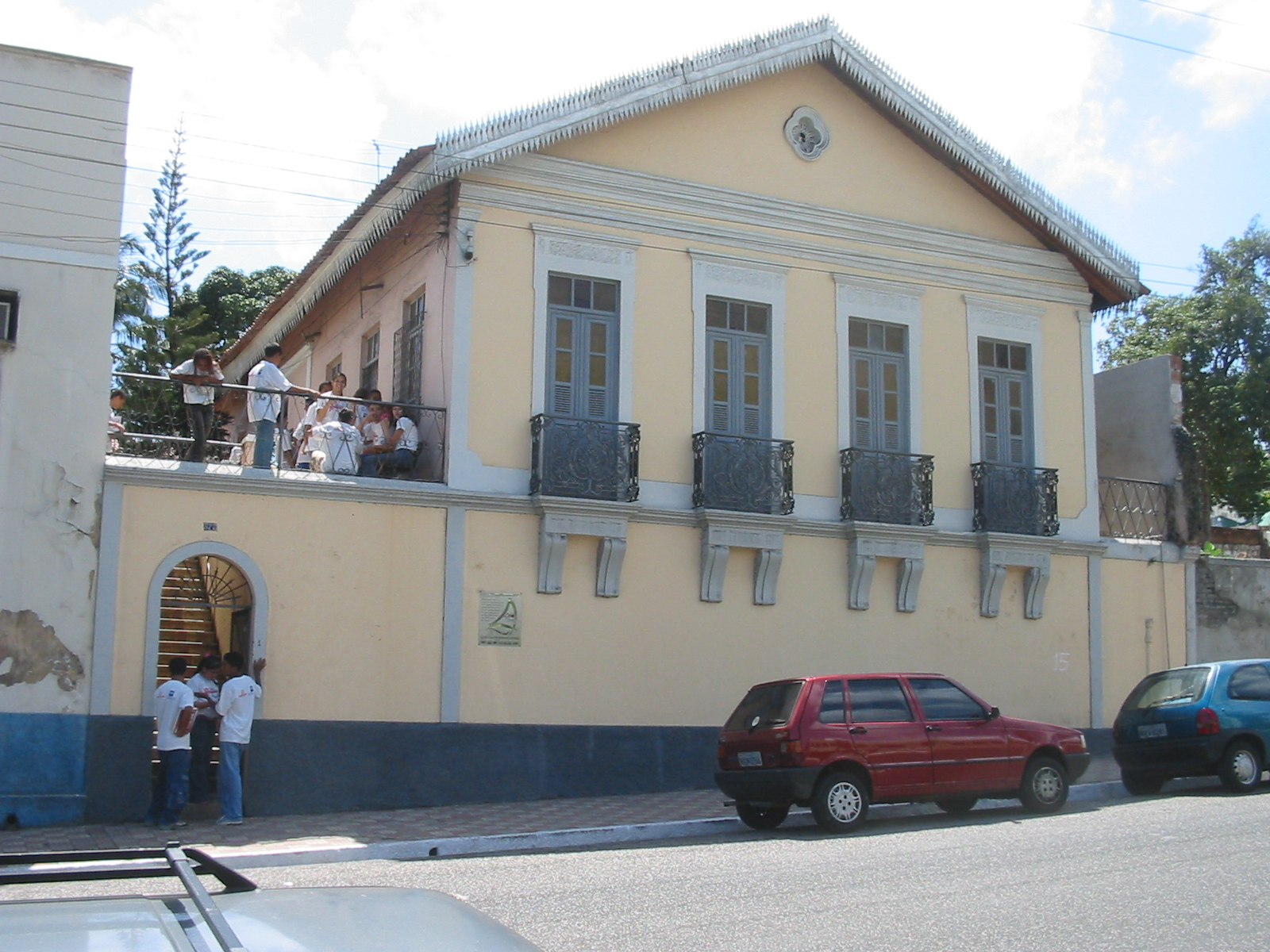
Casa a di Câmara Cascudo nel centro storico di Natal, Rio Grande do Norte.

Luís da Câmara Cascudo (Natal, 30 dicembre 1898 – Natal, 30 luglio 1986) è stato uno storico, antropologo e giornalista brasiliano.

## Biografia
Câmara Cascudo trascorse tutta la sua vita a Natal e si dedicò allo studio della cultura brasiliana. Era professore alla Faculdade de Direito de Natal, attualmente facoltà di giurisprudenza all'Università Federale del Rio Grande do Norte (UFRN), il cui Istituto di antropologia porta il suo nome.
Ricercatore di manifestazioni culturali brasiliane, ha lasciato un'ampia produzione, tra cui il Dicionário do Folclore Brasileiro (1952). Tra le sue numerose opere ci sono: Alma patrícia (1921), opera di debutto e Contos tradicionais do Brasil (1946). Studioso del periodo delle invasioni olandesi in Brasile, pubblicò la Geografia do Brasil holandês (1956). Le sue memorie, O tempo e eu (1971), sono state pubblicate postume.
Cascudo rischiò di essere licenziato dalla sua professione di insegnante per lo studio di figure popolari come il lupo mannaro.
In una intervista al giornale A Província, disse:
(Luís da Câmara Cascudo)
Iniziò a fare il giornalista a 19 anni ne A Imprensa, di proprietà di suo padre, e poi passò a A República e al Diário de Natal. Negli anni 1960 aveva pubblicato quasi 2000 testi.

## Posizione politica
Camara Cascudo fu monarchico nei primi decenni del XX secolo e negli anni 1930 combatté la crescente influenza del marxismo in Brasile. Combatté anche, in parte, l'impressione provocata dal cosiddetto intento comunista del 1935, quando Natal fu teatro e sede del primo tentativo da parte di un governo. fondato sulle idee marxiste dell'America Latina. Cascudo aderì all'integralismo brasiliano e fu un membro di spicco e capo regionale dell'azione integralista brasiliana, il movimento nazionalista guidato da Plínio Salgado.
Si disincantò rapidamente dall'integralismo, come un altro famoso ex integralista, Dom Hélder Câmara, e già durante la seconda guerra mondiale favorì gli alleati, dimostrando la loro antipatia verso i fascisti italiani e i nazisti tedeschi. Fedele al suo pensiero, non si oppose al colpo di stato militare del 1964, ma diede protezione e aiutò diversi perseguitati, del Rio Grande do Norte, dai militari.
Câmara Cascudo contribuì notevolmente alla cultura durante la gestione di Djalma Maranhão, il sindaco di Natal in quei tempi.

## Opere
L'opera di Luís da Câmara Cascudo nel suo insieme è considerevole in quantità e qualità. L'autore ha scritto 31 libri e 9 saggi sul folklore brasiliano, per un totale di 8.533 pagine, collocandolo tra gli intellettuali brasiliani più prolifici, insieme a nomi come Pontes de Miranda e Mário Ferreira dos Santos. La sua opera ha ottenuto un riconoscimento internazionale.

### Tutte le opere
Di seguito è riportato un elenco delle tue pubblicazioni, alcune delle quali sono già state ristampate da altri editori. I titoli elencati sono seguiti dalle pubblicazioni originali e dai rispettivi editori:
- Alma Patrícia, critica literária – Atelier Typ. M. Vitorino, 1921
- Histórias que o tempo leva – Ed. Monteiro Lobato, S. Paulo, (ottobre 1923), 1924.
- Joio – crítica e literatura – Of. Graph. d’A Imprensa, Natal (giugno), 1924
- Lopez do Paraguay – Typ. d’A República, 1927
- Conde d’Eu – Ed. Nacional, 1933
- O homem americano e seus temas – Imprensa Oficial, Natal, 1933
- Viajando o sertão – Imprensa Oficial, Natal, 1934
- Em memória de Stradelli – Livraria Clássica, Manaus, 1936
- O Doutor Barata – Imprensa Oficial, Bahia, 1938
- O Marquês de Olinda e seu Tempo – Ed. Nacional, S. Paulo, 1938
- Governo do Rio Grande do Norte – Liv. Cosmopolita, Natal, 1939.
- Vaqueiros e Cantadores – (Globo, 1939) – Ed. Itatiaia, S. Paulo, 1984.
- Antologia do Folclore Brasileiro – Martins Editora, S. Paulo, 1944
- Os melhores contos populares de Portugal – Dois Mundos, 1944
- Lendas brasileiras – 1945
- Contos tradicionais do Brasil – (Col. Joaquim Nabuco), 1946 - Ediouro
- Geografia dos mitos brasileiros – Ed. José Olímpio, 1947. 2ª edição, Rio, 1976.
- História da Cidade do Natal – Prefeitura Mun. do Natal, 1947
- Os holandeses no Rio Grande do Norte – Depto. Educação, Natal, 1949
- Anubis e outros ensaios – (Ed. O Cruzeiro, 1951), 2ª edição, Funarte/UFRN, 1983
- Meleagro – Ed. Agir, 1951 – 2ª edição, Rio, 1978
- Literatura oral no Brasil – Ed. José Olímpio, 1952 – 2ª edição, Rio, 1978
- Cinco livros do povo – Ed. José Olímpio, 1953 – 2ª edição, ed. Univ. UFPb, 1979.
- Em Sergipe del Rey – Movimento Cultural de Sergipe, 1953
- Dicionário do Folclore Brasileiro – INL, Rio, 1954 – 3ª edição, 1972
- História de um homem – (João Câmara) – Depto. de Imprensa, Natal, 1954
- Antologia de Pedro Velho – Depto. de Imprensa, Natal, 1954

- História do Rio Grande do Norte – MEC, 1955
- Notas e documentos para a história de Mossoró – Coleção Mossoroense, 1955
- Trinta "estórias" brasileiras – ed. Portucalense, 1955
- Geografia do Brasil Holandês – Ed. José Olímpio, 1956
- Tradições populares da pecuária nordestina –MA-IAA n.9, Rio, 1956
- Jangada – MEC, 1957
- Jangadeiros – Serviço de Informação Agrícola, 1957
- Superstições e Costumes – Ed. Antunes & Cia, Rio, 1958
- Canto de Muro – Ed. José Olímpio, (dez. 1957), 1959
- Rede de dormir – MEC (1957), 1959 – 2ª edição, Funarte/UFRN, 1983
- Ateneu Norte-Rio-Grandense – Imp. Oficial, Natal, 1961
- Vida breve de Auta de Souza – Imp. Oficial, Recife, 1961
- Dante Alighieri e a tradição popular no Brasil – PUC, Porto Alegre, 1963 – 2ª edição Fundação José Augusto (FJA), Natal, 1979
- Dois ensaios de História – (Imp Oficial Natal, 1933 e 1934) Ed. Universitária, 1965
- História da República do Rio Grande do Norte – Edições do Val, Rio, 1965
- Made in África – Ed. Civilização Brasileira, 1965
- Nosso amigo Castriciano – Imp. Universitária, Recife, 1965
- Flor dos romances trágicos – Ed. Cátedra, Rio, 1966 – 2ª ed. Cátedra/FJA, 1982
- Voz de Nessus – Depto. Cultural, UFPb, 1966
- Folclore no Brasil – Fundo de Cultura, Rio, 1967 – 2ª edição, FJA, Natal;, 1980
- História da alimentação no Brasil – Ed. Nacional (2 vol) febbraio 1963, 1967, (col. Brasiliana 322 e 323) – 2ª ed. Itatitaia, 1983
- Jerônimo Rosado (1861-1930) – ed. Pongetti, Rio, 1967
- Seleta, Luís da Câmara Cascudo – Ed. José Olímpio, Rio, 1967 – org. por Américo de Oliveira Costa. – 2ª Ed. 1972.

- Coisas que o povo diz – Bloch, 1968
- Nomes da Terra – Fundação José Augusto, Natal, 1968
- O tempo e eu – Imp. Universitária – UFRN, 1968
- Prelúdio da cachaça – IAA, (maio, 1967), 1968
- Pequeno manual do doente aprendiz – Ed. Universitária – UFRN, 1969
- Gente viva – Ed. Universitária UFPe, 1970
- Locuções tradicionais no Brasil – UFPE, 1970 – 2ª edição, MEC, Rio, 1977
- Ensaios de etnografia brasileira – INL, 1971
- Na ronda do tempo – Ed. Universitária, UFRN, 1971 (autobiografia)
- Sociologia do Açúcar – MIC – IAA, 1971. Coleção Canavieira n. 5
- Tradição, ciência do povo – Perspectiva, S. Paulo, 1971
- Ontem – (maginações) – Ed. Universitária UFRN, 1972
- Uma História da Assembleia Legislativa do RN – FJA, 1972
- Civilização e cultura (2 vol.) – MEC/Ed. José Olímpio, 1973
- Movimento da independência no RN – FJA, 1973
- O Livro das velhas figuras – (6 vol.) – 1, 1974; 2, 1976; 3, 1977; 4, 1978; 5, 1981; 6, 1989 – Inst. Histórico e Geográfico do RN
- Prelúdio e fuga do real – FJA, 1974
- Religião no povo – Imprensa Universitária, UFPb, 1974
- História dos nossos gestos – Ed. Melhoramentos, 1976
- O Príncipe Maximiliano no Brasil – Kosmos editora, 1977
- Antologia da alimentação no Brasil – Livros Técnicos e Científicos ed., 1977
- Três ensaios franceses, FJA, 1977 (da Motivos da Literatura Oral da França no Brasil, Recife, 1964 – Roland, Mereio e Heptameron)
- Mouros e Judeus – Depto. de Cultura, Recife, 1978
- Superstição no Brasil – Itatiaia, S. Paulo, 1985

## Omaggi

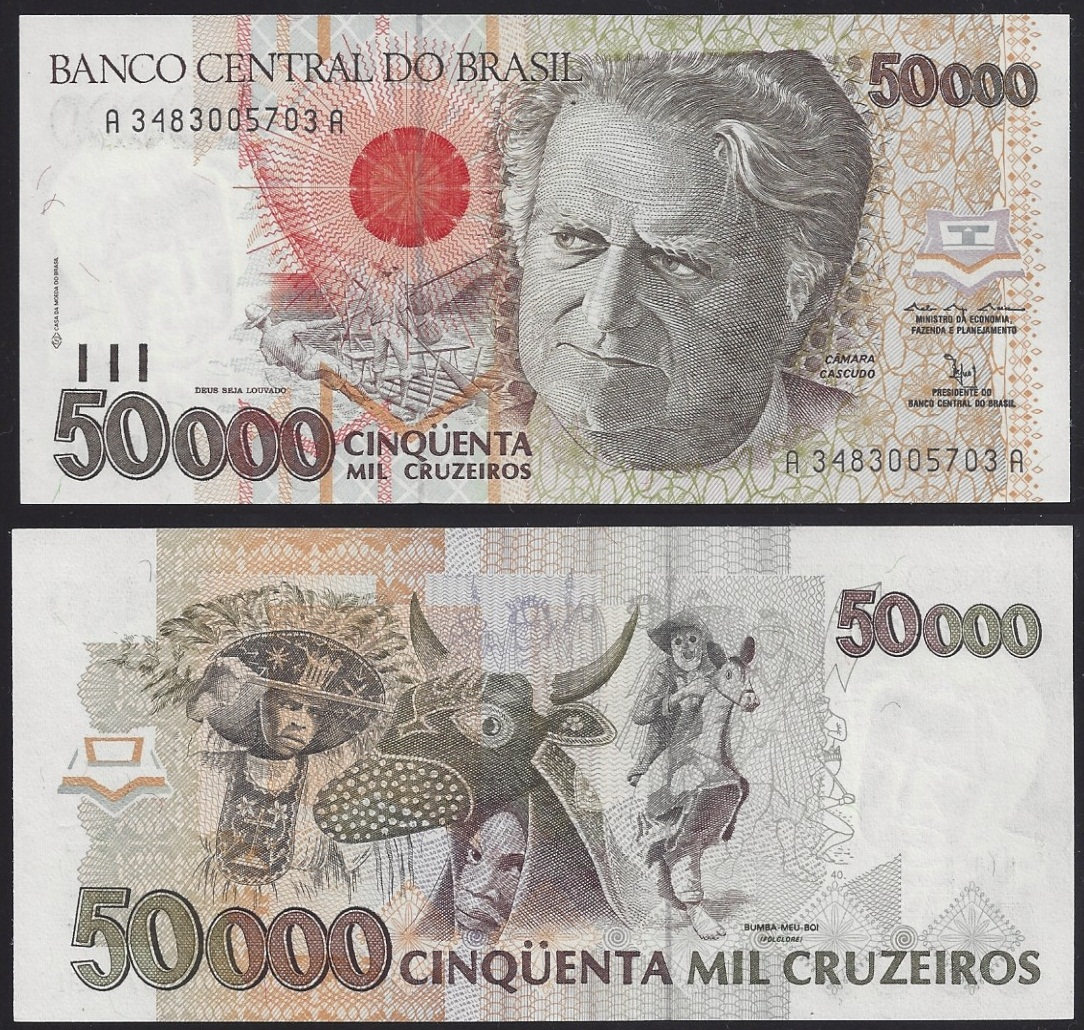
Banconota di 50000 cruzeiros con l'effigie di Câmara Cascudo.

Nel 1991, cinque anni dopo la sua morte, la zecca brasiliana emise la banconota da 50000 cruzeiro in suo onore. Il recto vi è la sua effigie e sul verso, una scena di Bumba meu boi, popolare balletto del folklore brasiliano. La banconota è stata in circolazione tra il 9 dicembre 1991 e il 15 settembre 1994, un periodo relativamente breve, a causa dell'inflazione che ha portato il Brasile a fare ulteriori riforme monetarie. Durante il governo di Itamar Franco, il cruzeiro è stato sostituito dal cruzeiro real e la banconota è stata modificata per rettificare il suo valore in 50 cruzeiro real.
La TV Brasil realizzò un programma dal titolo O Teco Teco, nel quale c'era un personaggio di nome Cascudo, da Câmara Cascudo, che era amico di Betinho, un personaggio che prendeva il nome da Alberto Santos-Dumont.